# Lambda Virginis
Lambda Virginis (λ Vir / 100 Virginis / HD 125337) es una estrella binaria en la constelación de Virgo de magnitud aparente +4,50. Recibe el nombre, rara vez utilizado, de Khambalia, de origen copto.
Se encuentra a 187 años luz de distancia del sistema solar.
Catalogada en la base de datos SIMBAD con el tipo espectral A1V, Lambda Virginis es un binaria espectroscópica formada por dos estrellas Am, una clase de estrellas con líneas de absorción fuertes de algunos metales en su espectro.
Las dos componentes de Lambda Virginis tienen igual temperatura, 8280 ± 200 K, pero no son igualmente luminosas; la estrella principal es 20,8 veces más luminosa que el Sol y la secundaria 12,6 veces más luminosa que nuestra estrella.
La primera tiene una masa de 1,90 masas solares y la segunda de 1,72 masas solares.
Los modelos de evolución estelar sugieren que el sistema posee una metalicidad inferior a la solar y cifran su edad en 935 millones de años.
Ambas estrellas rotan a distinta velocidad; la velocidad de rotación proyectada es de 36 km/s para la más luminosa —con un radio estimado de 2,35 radios solares—, y de 10 km/s para su compañera —con un radio de 1,84 radios solares—.
El período orbital del sistema es de 206,7 días, siendo la excentricidad muy baja (ε = 0,06). El semieje mayor de la órbita es de 1,05 UA, un 5% mayor que la distancia existente entre la Tierra y el Sol.